# کیستر (کالیفرنیا)
کیستر (به انگلیسی: Kister) یک منطقهٔ مسکونی در ایالات متحده آمریکا است که در شهرستان بیوت، کالیفرنیا واقع شده‌است. کیستر ۱٬۴۷۱ متر بالاتر از سطح دریا واقع شده‌است.